# Catalogue Giclas
Le catalogue Giclas est un catalogue d'étoiles recensant des étoiles possédant un mouvement propre important. Il fut réalisé en deux parties par Henry Lee Giclas et ses collaborateurs, Robert Burnham, Jr et Norman G. Thomas, en 1971 pour la partie de l'hémisphère nord et en 1978 pour la partie de l'hémisphère sud.

## Caractéristiques
Les deux catalogues ont été réalisés par l'observatoire Lowell (en Arizona aux États-Unis). La partie nord du catalogue comporte 8 989 objets, celle de la partie sud 2 758, la différence s'expliquant par la couverture incomplète en déclinaison.
Les étoiles membres du catalogue Giclas sont répertoriées sous la forme G FFF-NNNA, FFF et NNN représentant des nombres entiers, une lettre (A) étant éventuellement accolée au second. Par exemple, G 140-024 désigne l'étoile de Barnard.